# NGC 1671
NGC 1671 = IC 395 ist eine linsenförmige Galaxie vom Hubble-Typ S0 im Sternbild Orion am Nordsternhimmel. Sie ist rund 279 Millionen Lichtjahre von der Milchstraße entfernt und hat einen Durchmesser von etwa 75.000 Lichtjahren. 
Das Objekt wurde am 20. Oktober 1889 von dem US-amerikanischen Astronomen Lewis Swift entdeckt.